# تيزلت (للا تكركوست)
تيزلت هي إحدى مشيخات المملكة المغربية، تتبع جغرافيا لإقليم الحوز وإداريًا لللا تكركوست. يقدر عدد سكانها بـ 609 نسمة حسب الإحصاء الرسمي للسكان والسكنى لسنة 2004.